# Jason Macendale
Jason Macendale es un supervillano que aparece en los cómics estadounidenses publicados por Marvel Comics.

## Historial de publicación
El personaje aparece por primera vez en Machine Man # 19 (febrero de 1981), creado por el escritor Tom DeFalco y el artista Steve Ditko. En The Amazing Spider-Man # 289 (junio de 1987) cambia las identidades de Jack O'Lantern al Hobgoblin.

El personaje fue asesinado en Spider-Man: Hobgoblin Lives # 1 para dejar espacio para que Roderick Kingsley asuma el manto de Hobgoblin. El escritor Roger Stern contó que inicialmente no estaba seguro de cómo resolver la situación de que hubiera dos Hobgoblins:
Cuando me estaba preparando para volver a visitar el Hobgoblin, repasé la historia que Howard [Mackie] y JR habían hecho en Spider-Man # 68, que aún era bastante reciente en ese momento, y le dije a los editores: «Vaya, hicieron todo este trabajo para renovar el segundo Hobgoblin. ¿Qué quieres que haga? Puedo hacer que Macendale le gane a mi chico [Kingsley], lo que quieras, porque acabas de meterte en todo este problema». Me enteré y me dijeron que podía abrir mi historia haciendo que mi chico «matara» a Macendale. ¡Eso dejó las cosas bastante abiertas! [Énfasis en el original]

## Biografía
Jason Philip Macendale fue un exagente de la CIA que fue reclutado fuera de la universidad para convertirse en agente de la organización. Macendale demostró ser una responsabilidad con la organización, debido a su naturaleza violenta y personalidad amoral. Este rechazo convirtió a Macendale en un mercenario y, en última instancia, un terrorista disfrazado, ya que adoptó el alter ego disfrazado de Jack O'Lantern.
Jack O'Lantern se convirtió en un enemigo habitual de Spider-Man, y se encontró con él en la batalla la primera vez en Spectacular Spider-Man # 56. Más tarde fue contratado para recuperar la camioneta de batalla perdida del Hobgoblin y, a pesar de la aparición prematura de Spider-Man, logró la misión con éxito.
Deseando aumentar su estatus de inframundo, Macendale formó una alianza con el Hobgoblin, quien en este momento estaba usando al periodista de lavado de cerebro Ned Leeds como representante. Los tratamientos de lavado de cerebro utilizados en Ned Leeds para convertirlo en Hobgoblin comenzaron a afectar su cordura, y finalmente lo llevaron a cruzar a Macendale cuando ambos huían de una horda de oficiales de policía. Macendale juró vengarse de Ned Leeds, y finalmente contrató al Extranjero para que lo mataran. Al matar a Leeds, todas las copias conocidas de las armas y trajes de los Hobgoblin fueron entregadas a Macendale, quien se hizo cargo de la identidad para robar la notoriedad de Ned dentro de la comunidad de supervillanos.
El esquema de Macendale fue frustrado; fue expuesto como el nuevo Hobgoblin, y perdió una batalla contra Spider-Man que estaba destinada a demostrar su habilidad. Decidiendo que necesitaba los poderes del Hobgoblin original para igualar su reputación, Macendale intentó robar la fórmula secreta del Duende Verde para obtener fuerza sobrehumana, lo que resultó en una confrontación entre él y Harry Osborn, el segundo Duende Verde. Duende Verde superó al Hobgoblin.
Abatido y humillado, Macendale se ofreció a vender su alma a N'astirh, un demonio que lideraba una invasión de Manhattan, a cambio del poder de un demonio. N'astirh fusionó un demonio con Macendale. Mejorado por el poder del demonio, pero horrorizado al ver que una vez su hermoso rostro se transformó en uno demoníaco, Macendale culpó de su sufrimiento a Spider-Man y lo persiguió para vengarse. Con sus nuevos poderes demoníacos, derrotó a Spider-Man fácilmente, pero Mary Jane Watson intervino antes de que pudiera asestar el golpe mortal.
Macendale dejó a un lado su enemistad personal por Spider-Man, y usó sus nuevos poderes demoníacos para convertirse en un gran asesino a sueldo. Como un mercenario y criminal independiente, Macendale se enfrentaría con muchos otros héroes, incluyendo Ghost Rider, Sleepwalker, Doctor Strange, y Darkhawk. También se uniría a dos encarnaciones reformadas de los Seis Siniestros.
Finalmente, la personalidad de Macendale fue superada por el demente demente que compartió su cuerpo, y comenzó a considerarse un agente de Dios enviado a la Tierra para matar a los pecadores. Esto lo llevó a un conflicto con los Ghost Riders Danny Ketch y Johnny Blaze y Spider-Man; durante la batalla, una explosión de "Hellfire Shotgun" de Johnny Blaze desestabilizó al demonio dentro de Macendale, el tiempo suficiente para que recupere brevemente su cordura.
Durante una pelea entre Macendale, Spider-Man, Caballero Luna y Doctor Strange, los héroes se dieron cuenta de que la locura de Macendale era en parte causada por la desesperación por perder su hermoso rostro. Para tratar de calmar al hombre / demonio monstruoso, el Doctor Strange acordó lanzar un hechizo de ilusión sobre Macendale que hizo que Macendale viera su verdadero rostro en reflejos de sí mismo. Esto ayudó a Macendale lo suficiente como para que finalmente fuera capaz de expulsar al demonio de dentro de sí mismo, y el demonio se refiriera a sí mismo como DemoDuende. Como Hobgoblin, Macendale fue rígido por el Doctor Octopus y se unió a la segunda encarnación del grupo Seis Siniestros, que dos veces trató de apoderarse del mundo, pero no pudo debido a las contramedidas de Spider-Man, Hulk, Ghost Rider, los Cuatro Fantásticos y muchos más héroes. En un evento raro, Macendale se unió a Spider-Man para derrotar al dúo de Demogoblin y Doppelganger.
Luego, el extranjero contrató al Hobgoblin para asesinar a Caballero Luna y Nick Katzenberg, solo para ser detenido por Caballero Luna y Spider-Man. Spider-Man lo entregó a las autoridades.
Macendale obtuvo la fórmula de fuerza de Kraven el Cazador, lo que le permitió derrotar fácilmente a su doppelganger demoníaco, DemoDuende, quien luego murió salvando a un niño en la batalla.
Macendale fue derrotado una vez más por Spider-Man junto con Coldheart, durante un intento de secuestrar al hijo perdido de Macendale. Sin embargo, la reunión de Macendale sería infeliz ya que Macendale intentó (sin éxito) usar a su hijo como rehén para evitar volver a la cárcel. Permanecería en la cárcel por un tiempo antes de ser liberado por Gaunt, enviándolo a un combate contra el nuevo Spider-Man, Ben Reilly. A cambio de hacer una oferta de Gaunt, el científico convirtió a Macendale en un cyborg, completo con la eliminación de uno de los ojos de Macendale con un nuevo ojo cibernético de alta tecnología. Sin embargo fracasó y fue nuevamente arrestado.
Jason Macendale fue a juicio por sus muchos crímenes. Declarado culpable por varios cargos, incluidas condenas por actos tanto de Roderick como de Leeds Hobgoblins, Macendale disgustado respondió revelando que Ned Leeds "era" Hobgoblin. Roderick Kingsley, temeroso de que el testimonio continuo de Macendale pudiera exponerlo como el Hobgoblin original, entró en prisión y asesinó a Macendale.
Un banco que roba a Jack O'Lantern inicialmente fue identificado erróneamente como Macendale fue capturado por S.H.I.E.L.D. en Secret War. Este individuo estaba usando varios alias falsos, entre ellos Jason Macendale, Maguire Beck (el primo de Mysterio) y Mad Jack (Daniel Berkhart). La verdadera identidad de este Jack O'Lantern nunca fue revelada, pero no era ninguno de los alias que estaba usando.

## Poderes y habilidades
Macendale originalmente no poseía poderes sobrehumanos, pero usaba parafernalia similar a los Hobgoblin y Duende Verde; tanto en su personaje de Jack O'Lantern como en su personaje de Hobgoblin, usó un planeador propulsado por cohetes, bombas de calabaza y lanzallamas.
Durante el tiempo en que un demonio fue injertado a él, tuvo una fuerza, velocidad y agilidad sobrehumanas, así como poderes de fuego infernal que le permitieron crear armas y planeadores a voluntad. En una historia se da a entender que sus habilidades demoníacas le permitieron crear fibras orgánicas lo suficientemente fuertes como para unir a una persona normal.
Después de que Macendale adquiriera la fórmula de Kraven el Cazador, había mejorado su fuerza, velocidad, resistencia, durabilidad, reflejos y agilidad a niveles sobrehumanos que eran mayores que los de Kraven, gracias a las anomalías en la sangre que le quedaban cuando él y Demogoblin eran uno. pero los efectos de la fórmula parecían haberse desvanecido más tarde como lo haría con Kraven. Su posterior cuerpo mejorado cibernéticamente aumentó aún más su fuerza, velocidad, reflejos, durabilidad y resistencia.

## Personalidad, Habilidades y Formación
Macendale tenía un extenso entrenamiento militar en combate cuerpo a cuerpo, artes marciales, espionaje y conocimiento del armamento convencional. A menudo usaba armas militares convencionales. Cuando adoptó la personalidad de Hobgoblin, pudo mejorar la maniobrabilidad del planeador duende utilizando habilidades que obtuvo de sus maestrías en ingeniería mecánica y física.
Macendale era un sociópata y un sádico, lo que lo llevó a su deshonrosa descarga del ejército.

## En otros medios

### Televisión
- Dos versiones de la encarnación de Jason Macendale de Hobgoblin aparecen en Spider-Man: La Serie Animada, con la voz de Mark Hamill (en una voz y sentido del humor es similar al Joker en Batman: la serie animada). La primera versión apareció en los episodios "The Hobgoblin" [Partes 1 y 2], "The Mutant Agenda", "Mutant's Revenge", "The Spot" y "Goblin War". Llegó ante el Duende Verde, pero sus armas y planeador fueron suministrados por Norman Osborn. A diferencia del Duende, no tenía mayor fuerza o personalidad dividida, prefiriendo los artilugios tradicionales de duende y las pistolas láser. En "Rocket Racer", Jason (originalmente se presentó como Jason Phillips) apareció cuando comenzó a salir con Felicia Hardy. En "Goblin War", la identidad de Hobgoblin fue finalmente revelada como Macendale cuando se comprometió con Hardy al final de la tercera temporada. Felicia tropieza con su secreto, pero finalmente queda expuesto por el regreso del duende, que los captura a ambos. Después de que el Duende se escapa, Felicia rompe con Jason y luego es arrestado por la policía de Nueva York. La segunda versión apareció en "I Really, Really Hate Clones", donde se lo mostró trabajando para Spider-Carnage junto con el Duende.

### Videojuegos
- Hobgoblin apareció como jefe en Spider-Man: Return of the Sinister Six en la tercera alineación de Seis Siniestros.
- Hobgoblin apareció en The Amazing Spider-Man vs. The Kingpin.

### Juguetes
- La versión demoníaca aparece en la línea de Spider-Man Classics. Esto fue reelaborado para el conjunto de Seis Siniestros Marvel Legends y luego repintado para la figura DemoDuende.